# Димо Валерій Володимирович
Вале́рій Володи́мирович Ди́мо (нар. 9 вересня 1985, Миколаїв) — український спортсмен-плавець, майстер спорту міжнародного класу (2004), тренер.

## З життєпису
Народився 1985 року в місті Миколаїв. 2006 року закінчив Національний університет фізичного виховання й спорту.

### Серед досягнень
- бронзовий призер чемпіонату Європи серед юніорів (Глазго, 2003)
- чемпіон світу у комбінованій естафеті 4×100 м (Шанхай, 2004)
- чемпіон Європи у комбінованій естафеті 4×100 м (Мадрид, 2004)
- фіналіст 28-х Олімпійських ігор (Афіни, 2004)
- бронзовий призер Чемпіонату Європи на дистанції 100 метрів брасом (Трієст, 2005)
- срібний призер Чемпіонату Європи на дистанції 100 метрів брасом (Гельсинкі, 2005)
- срібний призер Всесвітньої Універсіади (Ізмір, 2005)
- чемпіон України 2003—2006 років на дистанції 200 метрів брасом.

Виступає у складі команди спортивного клубу Міністерства оборони України (від 2002 року). Тренер — Іван Сівак.
Серед вихованців — переможець «Ігор Нескорених-2017» Павло Будаєвський.